# Kihei Tomioka
Kihei Tomioka (富岡喜平 Tomioka Kihei?, 6 de enero de 1932 – 14 de agosto de 2007) fue un ciclista japonés. Él compitió en cinco eventos en el Juegos Olímpicos de Helsinki 1952.